# 유바리군

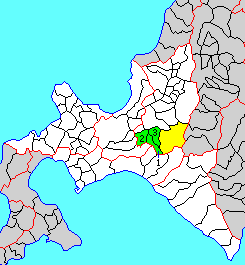
유바리 군의 위치

유바리군(일본어: 夕張郡)은 일본 홋카이도 도오 지방(이시카리 국)의 소라치 지청 남서부에 있는 군이다.
인구 25,017명, 면적 506.19km², 인구밀도 49.4명/km².(2025년 2월 28일, 주민기본대장인구)
이하 3정으로 구성된다.
- 유니정(由仁町)
- 나가누마정(長沼町)
- 구리야마정(栗山町)

## 역사
에도 시대의 유바리 군역은 서 에조치에 속했다. 유바리 군역 부근에는 마쓰마에번에 의해 이시카리 13 장소 중 가미유바리 장소, 시모유바리 장소, 가미가바타 장소, 시모가바타 장소의 4 장소가 설치되어 있었다.
에도 시대 후기가 되면서 국방상의 이유로 유바리 군역은 천령이 되었다. 1869년 8월 15일에 유바리 군이 두어져 홋카이도 이시카리국에 속했다.